# Глен Адам
Глен Адам (англ. Glen N. J. Adam; нар. 22 травня 1959, Нова Зеландія) — новозеландський футболіст, захисник.

## Клубна кар'єра
Футбольну кар'єру розпочав у складі «Крайстчерч Юнайтед», разом з яким виграв чемпіонат Австралії 1978 року. У 1979 році перейшов до «Блокгауз-Бей», у футболці якого провів 41 матч.
У 1980 році перебрався в «Маунт-Веллінгтон», з яким виграв чемпіонат Нової Зеландії 1982 року, а також кубок Четгема 1982 та 1983 років. Також у 1983 році здобув Челендж Трофі. У 1984 році перейшов в «Окленд Юніверситі», але 1987 році повернувся до «Маунт-Веллінгтон». Кар'єру футболіста завершив 1987 року.

## Кар'єра в збірній
У футболці національної збірної Нової Зеландії дебютував 11 вересня 1978 року в програному (1:2) товариському поєдинку проти Ірану. Учасник Кубку націй ОФК 1980 року, на якому зіграв у поєдинку проти Таїті. Потрапив до списку гравців, які поїхали на чемпіонат світу 1982 року, але на турнірі не зіграв жодного матчу. Востаннє футболку збірної Нової Зеландії одягав 19 квітня 1984 року в програному (0:2) поєдинку проти Кувейту. У період з 1978 по 1984 рік зіграв у 16-и офіційних матчах національної команди, в яких відзначився 1 голом (у воротах Австралії).
| Матчі та голи у збірній | Матчі та голи у збірній | Матчі та голи у збірній | Матчі та голи у збірній | Матчі та голи у збірній | Матчі та голи у збірній | Матчі та голи у збірній |
| #                       | Дата                    | Місце                   | Суперник                | Гол                     | Рахунок                 | Змагання                |
| ----------------------- | ----------------------- | ----------------------- | ----------------------- | ----------------------- | ----------------------- | ----------------------- |
| 1.                      | 11.09.1978              | Тегу                    | Іран                    |                         | 1:2                     | Товариський матч        |
| 2.                      | 01.10.1978              | Сінгапур                | Сінгапур                |                         | 2:0                     | Товариський матч        |
| 3.                      | 03.10.1979              | Манама                  | Бахрейн                 |                         | 2:0                     | Товариський матч        |
| 4.                      | 08.10.1979              | Манама                  | Бахрейн                 |                         | 2:1                     | Товариський матч        |
| 5.                      | 15.10.1979              | Брисбен                 | Англія                  |                         | 1:4                     | Товариський матч        |
| 6.                      | 19.02.1980              | Сува                    | Фіджі                   |                         | 1:1                     | Товариський матч        |
| 7.                      | 25.02.1980              | Бангкок                 | Таїті                   |                         | 1:3                     | Кубок націй ОФК 1980    |
| 8.                      | 15.09.1980              | Ванкувер                | Канада                  |                         | 0:4                     | Товариський матч        |
| 9.                      | 17.09.1980              | Едмонтон                | Канада                  |                         | 0:3                     | Товариський матч        |
| 10.                     | 10.01.1982              | Калланг                 | КНР                     |                         | 2:1                     | кв. ЧС 1982             |
| 11.                     | 11.02.1982              | Окленд                  | Угорщина                |                         | 1:2                     | Товариський матч        |
| 12.                     | 14.02.1982              | Крайстчерч              | Угорщина                |                         | 1:2                     | Товариський матч        |
| 13.                     | 27.02.1983              | Мельбурн                | Австралія               | Гол                     | 2:0                     | Товариський матч        |
| 14.                     | 16.08.1983              | Ташкент                 | Фіджі                   |                         | 0:2                     | Товариський матч        |
| 15.                     | 18.08.1983              | Токіо                   | Фіджі                   |                         | 1:0                     | Товариський матч        |
| 16.                     | 19.04.1984              | Калланг                 | Кувейт                  |                         | 0:2                     | кв. ОІ 1984             |

## Досягнення

### Клубні
«Крайстчерч Юнайтед»
- Чемпіонат Нової Зеландії
  -  Чемпіон (1): 1978

«Маунт-Веллінгтон»
- Чемпіонат Нової Зеландії
  -  Чемпіон (1): 1982

- Кубок Нової Зеландії
  -  Володар (1): 1982, 1983

- Челендж Трофі
  -  Володар (1): 1983